# سوکول کوشتا
سوکول کوشتا (آلبانیایی: Sokol Kushta؛ زادهٔ ۱۷ آوریل ۱۹۶۴) بازیکن سابق و مربی فوتبال اهل آلبانی است.
از باشگاه‌هایی که در آن بازی کرده‌است می‌توان به باشگاه فوتبال پارتیزانی تیرانا، باشگاه فوتبال اتنیکوس اچنا، باشگاه فوتبال المپیاکوس نیکوزیا، و باشگاه فوتبال ایراکلیس ۱۹۰۸ اشاره کرد.
وی همچنین در تیم ملی فوتبال آلبانی بازی کرده‌است.